# László Krasznahorkai
László Krasznahorkai (* 5. ledna 1954 Gyula, Maďarsko) je maďarský spisovatel. Roku 2015 získal Mezinárodní Man Bookerovu cenu.
Jeho knihy byl přeloženy do angličtiny, němčiny, francouzštiny, španělštiny, polštiny, bulharštiny i japonštiny. V češtině zatím vyšla jeho prvotina Satanské tango (Host, 2003 ISBN 80-7294-086-4) v překladu Simony Kolmanové. V roce 2008 vydala Mladá fronta román Od Severu hora, od Jihu jezero, od Západu cesty, od Východu řeka.
Několik jeho děl bylo zfilmováno Bélou Tarrem.

## Dílo
Autorův román Báró Wenckheim hazatér (Návrat barona Wenckheima domů) z roku 2016 líčí návrat zchudlého a zadluženého maďarského barona Bély Wenckheima z argentinského exilu do rodné země, jejíž obyvatelé netuší, že z příjezdu zruinovaného krajana nebudou nic mít. Roku 2019 se anglický překlad tohoto román dočkal ocenění National Book Award v kategorii překladové literatury.